# Thomas Mansel, 2. Baron Mansel
Thomas Mansel, 2. Baron Mansel (auch Thomas Mansell; * 26. Dezember 1719; † 29. Januar 1744) war ein britischer Adliger und Politiker.
Thomas Mansel entstammte der alten walisischen Familie Mansel. Er war der älteste Sohn von Hon. Robert Mansel und dessen Frau Anne Shovel, einer Tochter von Admiral Sir Cloudesley Shovel. Sein Vater starb bereits Ende April 1723, seine Mutter heiratete nach seinem Tod in zweiter Ehe John Blackwood aus Charlton. Beim Tod seines Großvaters Thomas Mansel, 1. Baron Mansel am 10. Dezember 1723 erbte er dessen Titel als Baron Mansel und Baronet, of Margam, sowie die umfangreichen Besitzungen der Familie in Südwales. Während seiner Minderjährigkeit wurden seine Besitzungen von seinem Onkel Hon. Bussy Mansel verwaltet. Thomas Mansel besuchte das Christ Church College in Oxford. Nachdem er 1740 volljährig geworden war, nahm er 1741 den mit dem Baronstitel verbundenen Sitz im House of Lords ein, starb jedoch bereits mit 24 Jahren.
Da er unverheiratet und kinderlos geblieben war, erbte zunächst sein Onkel Hon. Christopher Mansel seine Titel und Besitzungen. Nachdem dieser bereits im November 1744 ebenfalls gestorben war, folgte ihm dessen Bruder Hon. Bussy Mansel als 4. Baron Mansel. Nachdem auch dieser 1750 ohne männliche Nachkommen gestorben war, erbte nach dem Testament des 3. Baron Mansel Thomas Talbot, der zweite Sohn seiner Schwester Hon. Mary Mansel und von John Ivory Talbot, Margam Abbey und die Besitzungen der Familie Mansel, während die Titel Baron Mansel und Baronet, of Margam erloschen.